# Distrito de Zeytinburnu
Zeytinburnu es un distrito de Estambul, Turquía, situado en la parte europea de la ciudad, en la costa del mar de Mármara y en la parte exterior de las antiguas murallas de la ciudad, al otro lado de la fortaleza de Yedikule. Tiene una población de 288.058 habitantes (2008).

## Historia
El primer asentamiento de Zeytinburnu se produjo por parte de una comunidad de griegos que salieron de la ciudad tras la conquista otomana, debido a su falta de disposición a adaptarse a la vida bajo dominio turco. Posteriormente, el territorio que ocuparon fue conquistado por el Imperio.
A principios del siglo XIX, Zeytinburnu se convirtió en una zona industrial, especialmente en la zona de Kazlıçeşme con el sector del cuero, ya que, al encontrarse en la costa, contaba con un suministro de agua adecuado para la producción. Hasta mediados del siglo XX, la población estaba compuesta por griegos, armenios, búlgaros, judíos y turcos; aún hoy, el hospital armenio Surp Pirgic sigue activo en Kazlıçeşme, y cuenta con un museo.
El carácter de Zeytinburnu cambió con la llegada de inmigrantes de Anatolia a partir de los años 1950. Zeytinburnu es un ejemplo de planificación urbana en Turquía, ya que fue uno de los primeros distritos en los que la mayor parte de los edificios eran ilegales, no contaban con infraestructuras y carecían de cualquir tipo de estética. En los años 1960 se aprobó una nueva legislación para evitar este tipo de construcciones; sin embargo, se trataba de un fenómeno imparable. Inicialmente, se trataba de casas individuales de ladrillo, pero a partir de los años 1970 éstas se sustituyeron por bloques de pisos de hormigón sin espacio entre unos y otros. En la mayoría de los casos, la planta baja se dedicaba a pequeños talleres textiles, por lo que Zeytinburnu se convirtió en una zona industrial con una cantidad importante de residentes viviendo encima de los talleres.

## Zeytinburnu en la actualidad

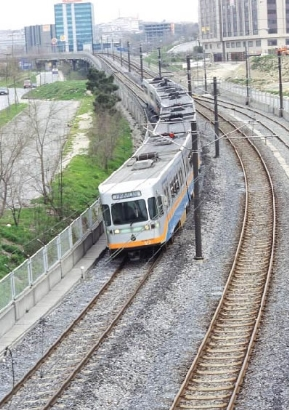
Estación de tren ligero de Zeytinburnu.

La industria del cuero se ha trasladado en su mayor parte a Tuzla, aunque se han mantenido los bloques de pisos y las tiendas textiles. La mayoría de los residentes son de clase trabajadora y procedentes de Anatolia.
Con el fin de integrar el distrito en el resto de Estambul, el ayuntamiento ha mejorado la red de transporte mediante la ampliación de la moderna línea de tranvía hasta Zeytinburnu, y la principal estación se ha ubicado en la intersección de otras líneas que conectan con el Aeropuerto Internacional Atatürk, la estación de autobuses interurbanos y el casco antiguo de Eminönü. Otros proyectos relevantes han mejorado el transporte, la calidad de vida y la economía del distrito.
Además de existir una importante comunidad aleví, hay grandes grupos minoritarios de kazajos y turcomanos que se dedican al sector textil.

## Ciudades hermanadas
- Nərimanov, Azerbaiyán
- Kuala, Azerbaiyán
- Bait Hanun, Territorios Palestinos
- Semey, Kazajistán
- Cambıl, Kazajistán
- Shkodër, Albania